# Train touristique de Puisaye-Forterre
Le train touristique de Puisaye-Forterre, ou Transpoyaudin, est un chemin de fer touristique à voie normale se trouvant dans le département de l'Yonne au nord de la Bourgogne. Il relie Toucy-Ville à Villiers-Saint-Benoît et Toucy-Ville à Toucy-Moulins.
Son circuit est complété par le cyclorail de Puisaye-Forterre, le plus long de France.

## Histoire
Dans les années 1880-1885, le PLM construit deux lignes de Triguères à Surgy (Clamecy) et d’Auxerre à Gien, en tronc commun de Toucy-Moulins à Fontenoy. Intégrées en 1938 au réseau Sud-Est de la SNCF, elles ont été progressivement fermées. D'abord aux voyageurs en 1938 et en partie déposées (Fontenoy-Surgy, Saint-Fargeau-Arrabloy (Gien), Auxerre-Toucy-Moulins) puis aux marchandises en deux temps : en 1973 Toucy-Saint-Fargeau puis rouverte de 1977 à 1988. Tout trafic commercial SNCF a été suspendu en 1988 au-delà de Charny.
Il reste de nos jours les vestiges de la ligne de Charny à Saint-Fargeau.

## Exploitation touristique
Le train touristique de Puisaye-Forterre est géré par l'Association du Train Touristique du Pays de Puisaye-Forterre (TTPPF), dans le cadre de l'Association des Autorails Touristiques de l'Yonne (AATY). Cette association exploite les autorails Picasso X 3814 et X 3835 ainsi que la RGP 2 X 2716 réhabilitée en 2014 pour la restauration à bord.

L'AATY, créée en 1985, a d'abord acheté un Picasso X 3871 qui a roulé de 1987 à 1992 entre Saint-Sauveur-en-Puisaye et les étangs de Moutiers. Quand la SNCF a voulu vendre les 53 km (soit 90 ha) de ligne entre Charny et Saint-Sauveur-en-Puisaye, le SIVU l'a rachetée et le train touristique a recommencé à rouler le 8 août 1998.
Le siège de l'AATY et le dépôt sont à Toucy. Le Transpoyaudin circule régulièrement en saison, de mai à septembre, avec en sus des circulations spéciales (sur réservation) et événementielles comme les Trains du Carnaval, de Pâques, d'Halloween ou encore de Noël, sans oublier les deux Fêtes du Train qui inaugurent et clôturent la saison touristique.

### Parcours

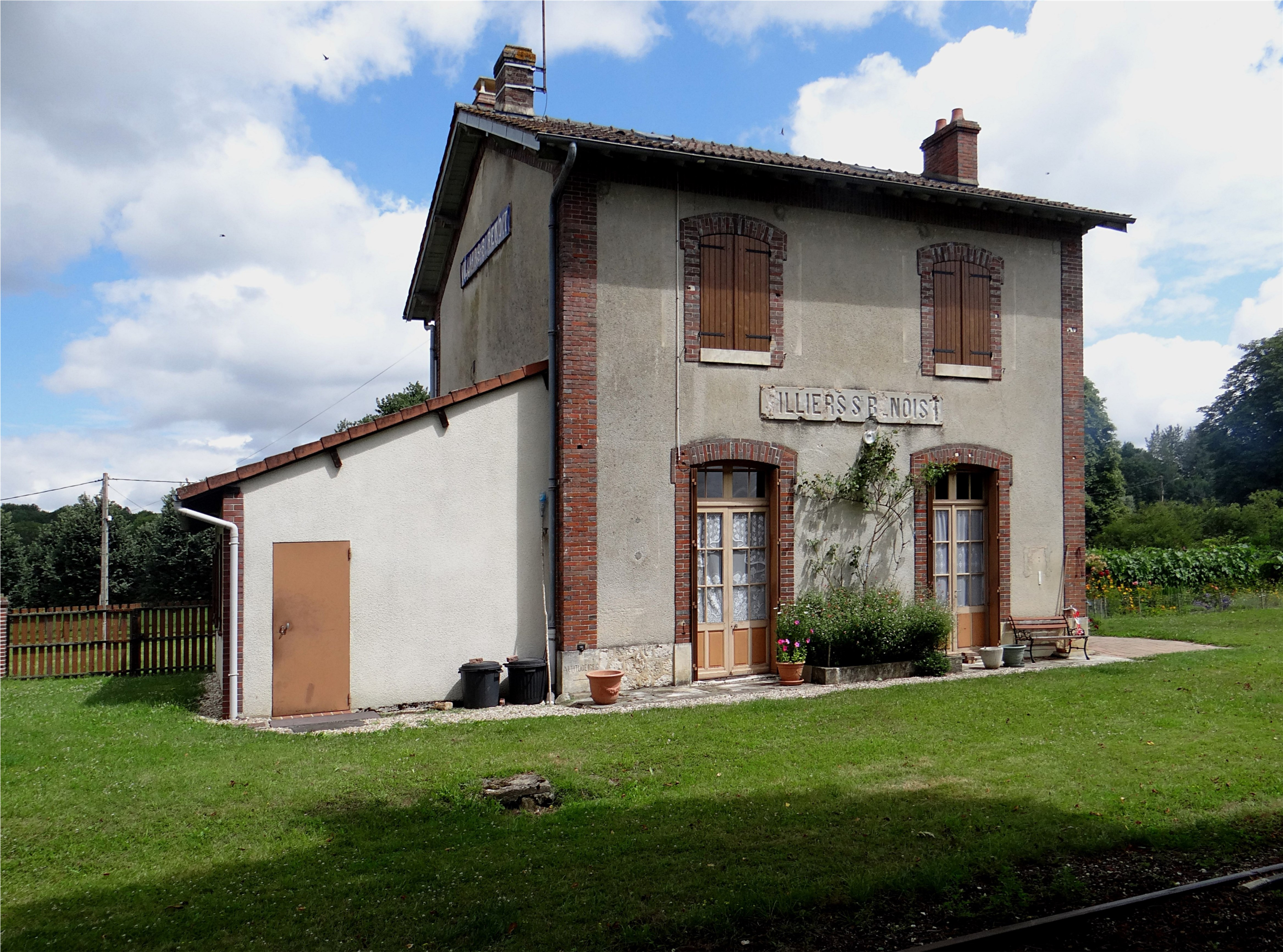
La gare de Villiers-Saint-Benoît.

Les 33,4 km du parcours de ce train vont de Villiers-Saint-Benoît à Toucy, et de Toucy à Moutiers (La digue des étangs).
En chemin, il passe par Moulins-sur-Ouanne (gare de Toucy-Moulins), Lalande, Fontenoy, Saints (Yonne) par le moulin de Vanneau (gare de Saints-Moulin Vanneau) et Saint-Sauveur gare et ville.
Il passe successivement à côté des étangs de Saints-en-Puisaye proches du lac du Bourdon, traverse la forêt de Fontenoy, les prés de Dracy-sur-Ouanne puis les champs de Villiers-Saint-Benoît.

## Matériel

### Matériel servant à l'exploitation
Des autorails sont exclusivement utilisés pour assurer l'exploitation.
- Picasso X 3814, en livrée blanc et gris. Premier matériel utilisé.
- RGP 2 (Rame à grand parcours) X 2716 avec remorque XR 7762, depuis l'an 2000.
- Picasso X 3835, en livrée crème et rouge.
- Picasso X 3871, garé à l'état d'épave.

### Matériel servant aux travaux et services
- Locotracteur Crochat de 1914 (ex ALVF), modifié SNCF en 1947 et acquis à Rhone-Poulenc-Clamecy.
- Draisine Billard de 1930 (ex CFTA-Clamecy).
- Draisine DU 50 Billard[7].

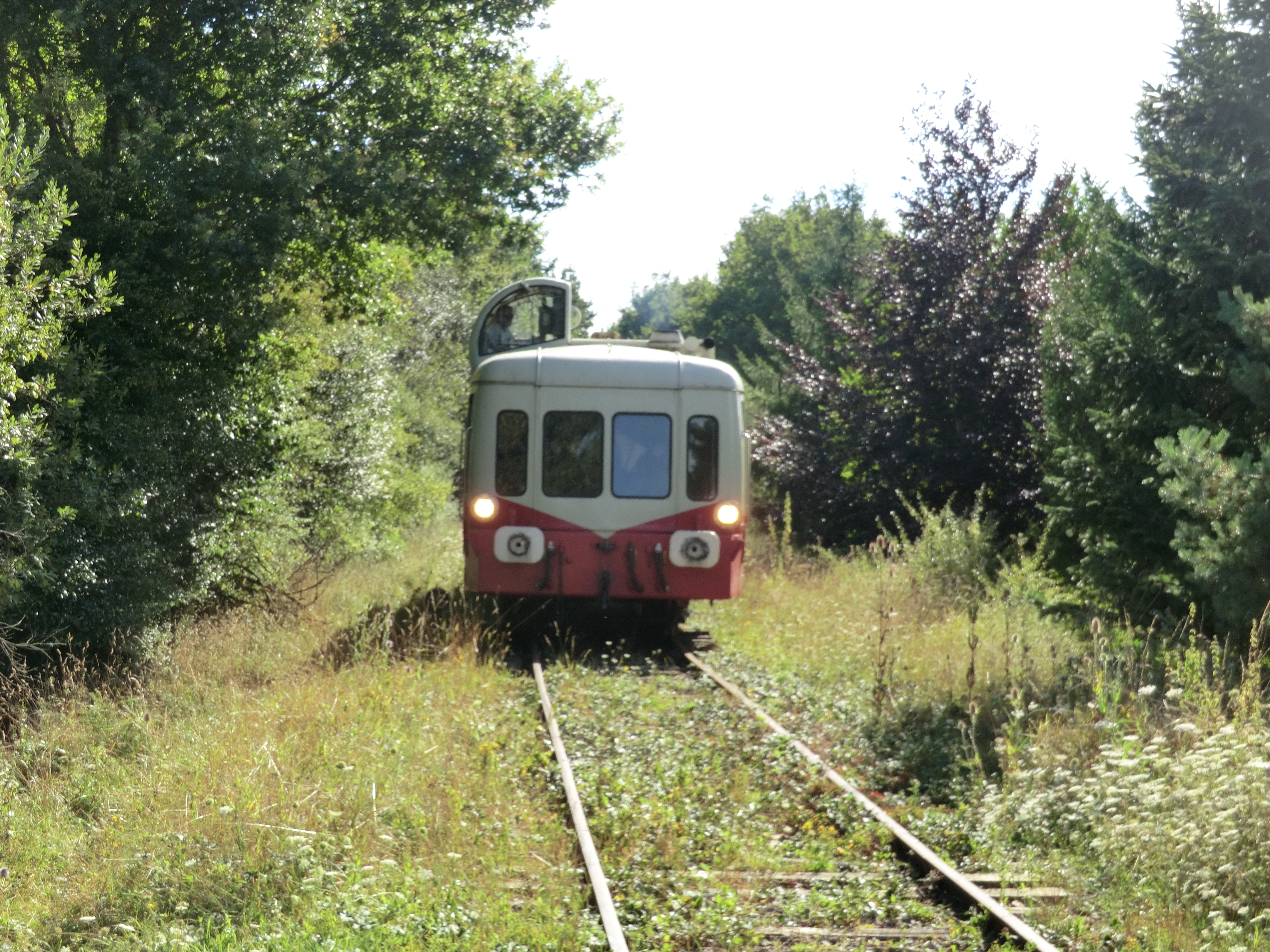
Le train à son arrivée au moulin du Vanneau.
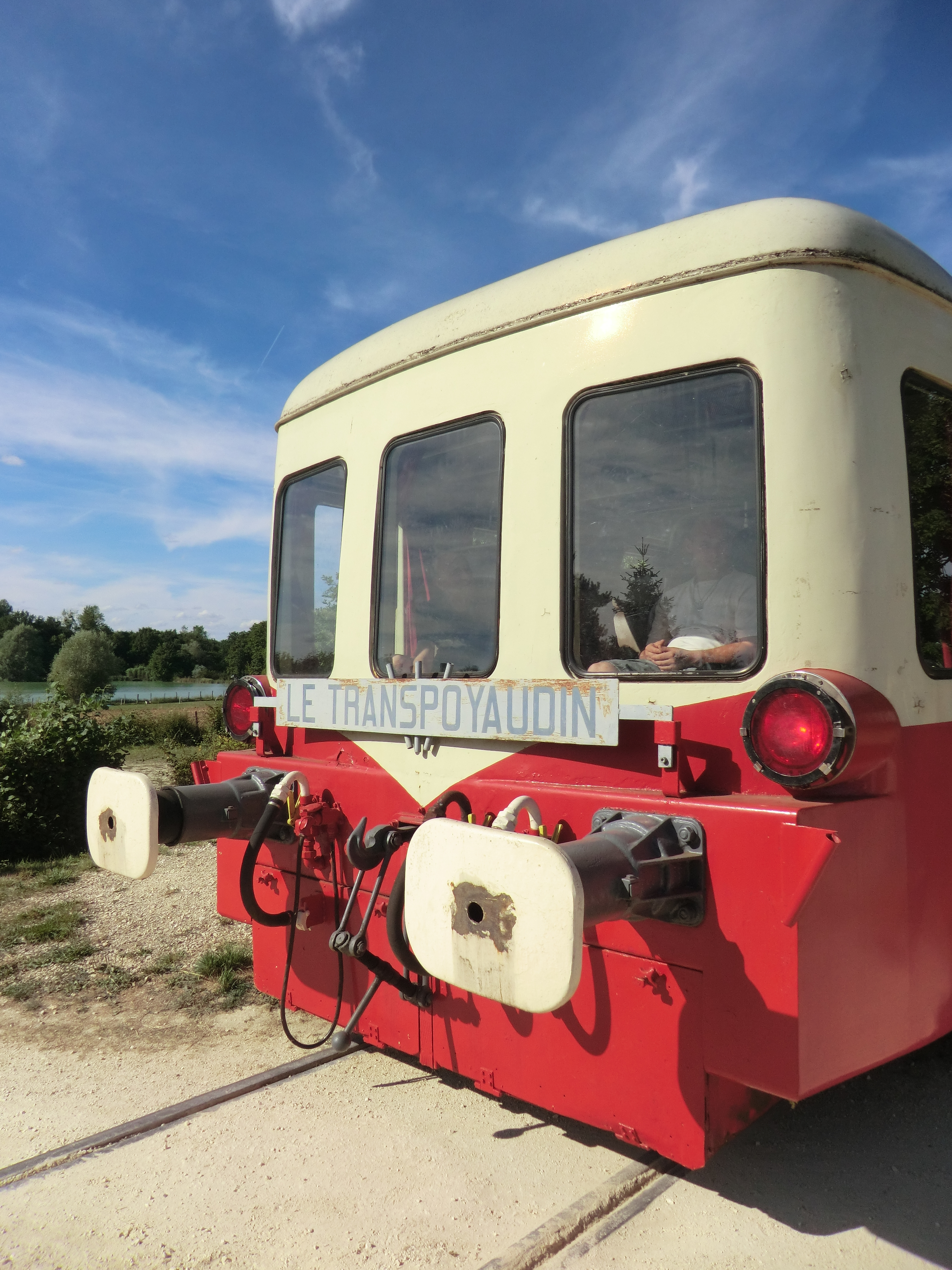
Gros plan : « Le Transpoyaudin ».
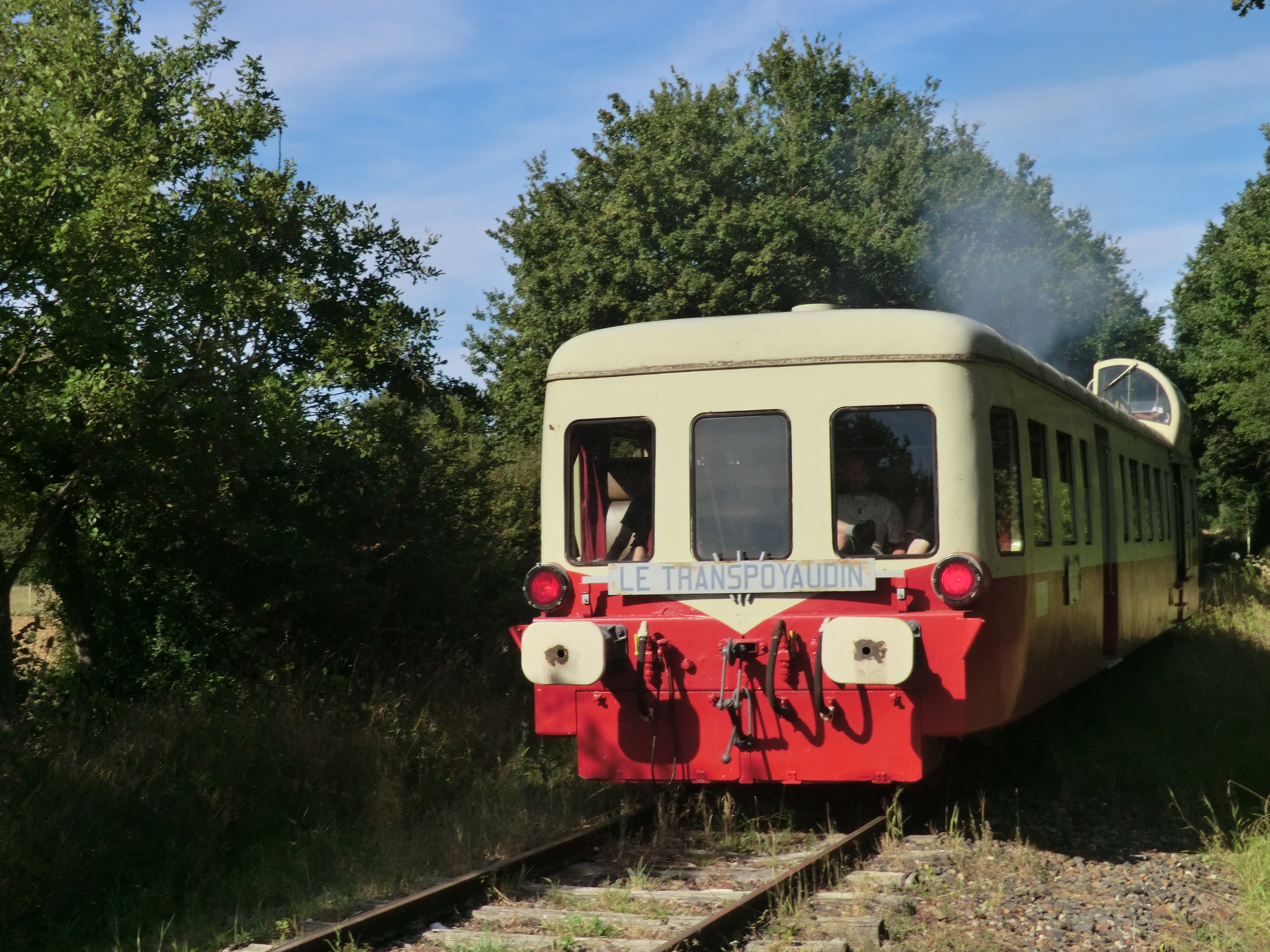
Départ du train après son arrêt au moulin du Vanneau.
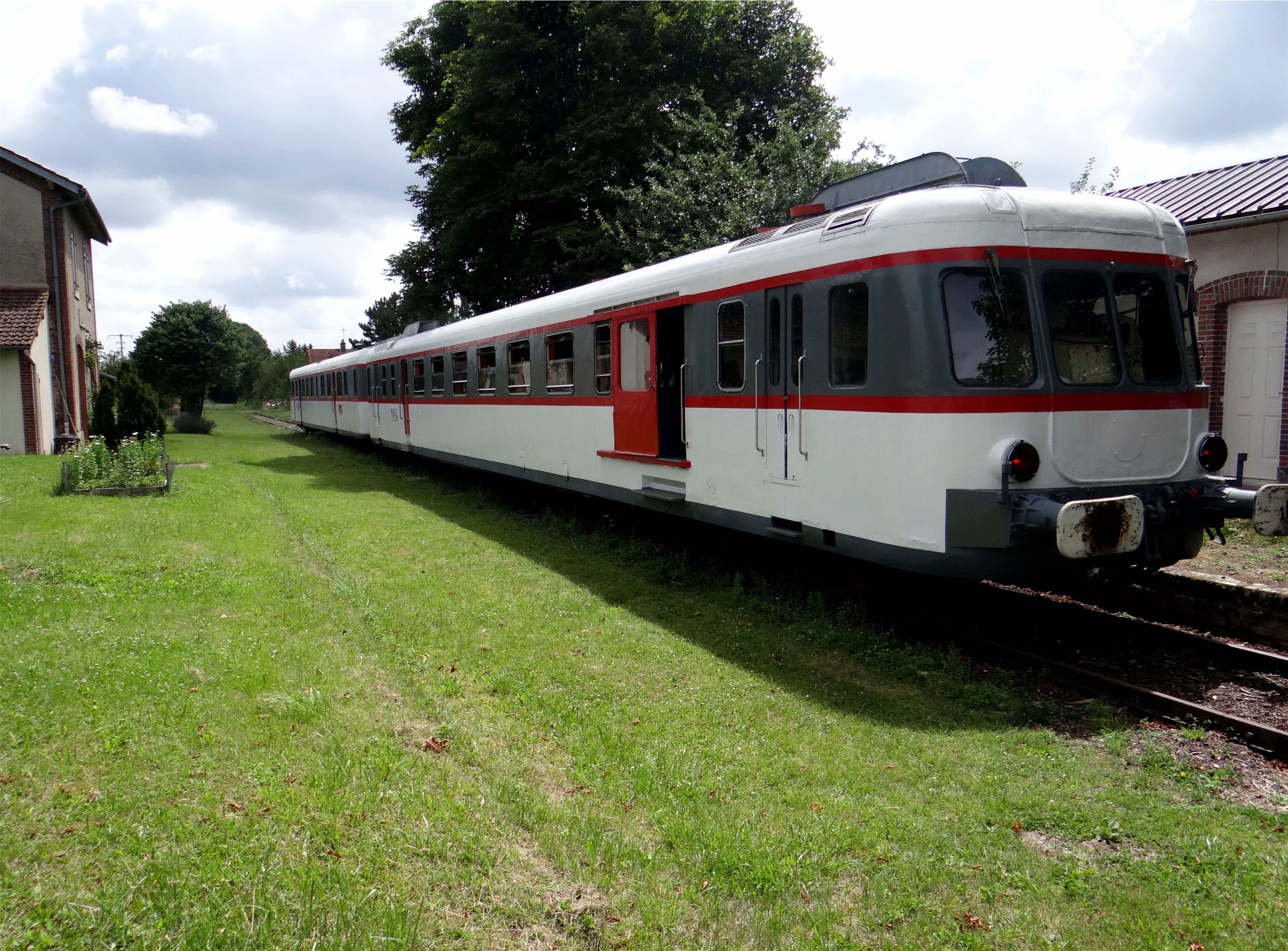
RGP 2 à Villiers-Saint-Benoît.

## Intermodalités

### Cyclorail
À la gare de Villiers-Saint-Benoît, le train touristique de Puisaye-Forterre rejoignait le vélorail de Puisaye (ou cyclorail de Puisaye). En 2014, ce cyclorail était le plus long de France avec ses 32 km aller-retour.
Il reliait Charny à Saint-Martin-sur-Ouanne, Grandchamp et Villiers-Saint-Benoît sur l'ancienne voie SNCF déclassée. Le départ se trouvait à la halle à marchandises de Charny jusqu'à sa fermeture en 2023.